# 아일랜드 공화사회당
아일랜드 공화사회당(아일랜드어: Páirtí Poblachtact Sóisialach na hÉireann, 영어: Irish Republican Socialist Party,  IRSP)은 1974년에 설립된 아일랜드의 마르크스-레닌주의 공산당이자 도시 게릴라이다. 아일랜드 국민해방군의 우당이며, 제임스 코널리가 1896년에 설립한 마르크스주의 혁명조직인 아일랜드 공화사회당의 후신이다.